# Pascual Ortiz Rubio
Pour les articles homonymes, voir Ortiz et Rubio.
Pascual Ortiz Rubio, né le 10 mars 1877 à Morelia  au Mexique et mort le 4 novembre 1963 à Mexico, est un homme d'État mexicain, président de son pays entre 1930 et 1932.

## Biographie
Gouverneur de l'État de Michoacán en 1917 et 1918, Pascual Ortiz Rubio est secrétaire des Communications et des Travaux publics de 1920 à 1921 Il est ensuite ambassadeur de son pays en Allemagne en 1925, puis au Brésil de 1926 à 1929.
Le 17 novembre 1929, il est élu président du Mexique sous la bannière du Parti national révolutionnaire, et entre en fonction le 5 février 1930. Sa présidence est marquée par l'adoption de lois sur la citoyenneté, l'affirmation de la liberté de culte, ainsi que la reconnaissance de la République espagnole. Après deux ans de mandat, lassé par l'influence excessive de l'ancien président Plutarco Calles, il remet sa démission le 4 septembre 1932.